# Marina Bay Sands
Marina Bay Sands là tổ hợp khu kinh doanh, nghỉ dưỡng kết hợp casino, toạ lạc bên bờ vịnh Marina của Singapore. Marina Bay Sands gồm 3 tòa tháp cao 55 tầng - Las Vegas Sands làm chủ đầu tư với tổng mức đầu tư 5,7 tỷ USD. Marina Bay Sands bao gồm một khách sạn 55 tầng với 2.590 phòng, 1 khu, triển lãm và hội thảo rộng 120.000m2, khu trung tâm mua sắm với 300 cửa hàng, và một sòng bạc siêu hiện đại có diện tích 15.000m2. Tại đây có bể bơi trên sân thượng có thể ngắm toàn cảnh thành phố. Đây là khu casino đơn lẻ có tổng mức đầu tư đắt nhất thế giới
Khu phức hợp này có bảo tàng ArtScience.
Marina Bay Sands tọa lạc trên 15,5 ha đất với tổng diện tích sàn 581.000 mét vuông. Thiết kế mang tính biểu tượng đã thay đổi đường chân trời và cảnh quan du lịch của Singapore kể từ khi nó mở cửa vào ngày 27/4/2010.